# منظار الجلد

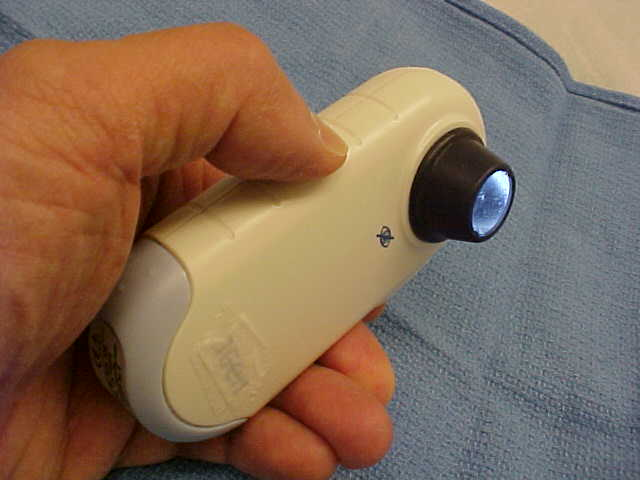
منظار الجلد المستقطب الحديث.

منظار الجلد أو الديرموسكوب (بالإنجليزية: Dermatoscopy)‏ هو عبارة عن أداة طبية تشتمل على عدسة مكبرة واحدة أو أكثر (عدسة مكبرة 10 أضعاف أو مجهر) ونظام إضاءة مخصص لمساعدة الطبيب (طبيب الأمراض الجلدية) أو البيطري على إجراء عمليات فحص أكثر دقة لآفات الجلد والأغشية المخاطية أو الزوائد أو لسطوح الأعضاء المصابة أو التي من المحتمل أن تكون مصابة بصفة عامة، للتمييز على سبيل المثال بين الأورام الميلانينية والشامات الميلانينية. لذلك فإن لهذه الأداة أهمية بالغة في التمييز بين الآفات الجلدية الحميدة والآفات الجلدية الخبيثة، بصفة خاصة في عملية تشخيص سرطان الجلد.

## تاريخ
بدأ الفحص الدقيق لسطح البشرة باستعمال المجهر لأول مرة على يد جوهان كولهاوس في سنة 1663، وسرعان ما تم تحسين هذا المجهر في وقت لاحق من سنة 1878 بعد أن قام الفيزيائي الألماني إرنست كارل آبي بإضافة زيت الغمر إليه. طبيب الأمراض الجلدية الألماني جوهان سافير من جهته قام هو الآخر بإدماج مصدر ضوئي بالأداة. بحلول سنوات الخمسينيات كان ليون غولدمان أول طبيب أمراض جلدية يستخدم مصطلح منظار الجلد (بالإنجليزية: dermascopy)‏ لوصف هذه الأداة، حيث استخدمها في عملية تقييم الآفات الجلدية المصطبغة.
بحلول سنة 2001، قدمت شركة تصنيع الأجهزة الطبية الأمريكية ثريجين (3Gen) الواقع مقرها في ولاية كاليفورنيا أول منظار جلد مستقطب أطلقت عليه اسم ديرملايت (بالإنجليزية: DermLite)‏. حيث تعمل الإضاءة المستقطبة إلى جانب المنظار المستقطب المتقاطع على تقليل انعكاس سطح الجلد (المستقطب)، الشئ الذي يسمح بتصور هياكل البشرة (الضوء الذي يتم نزع الاستقطاب منه) بدون استخدام سائل الغمر كما كان في السابق. وبالتالي فإن فحص العديد من الآفات الجلدية أصبح عمليا أكثر من السابق، الأطباء لن يعودوا مجبرين بعد هذه اللحظة على استخدام الزيت أو الكحول أو الماء لغمر الجلد قبل فحص وتقييم الآفات. مع بدء التسويق التجاري لمناظير الجلد المستقطبة، اكتسبت هذه المناظير شعبية واسعة بين الأطباء في جميع أنحاء العالم.

## الأنواع
يوجد بشكل رئيسي 3 أنوع من مناظير الجلد،  استنادا إلى نوعية الإضاءة وتلامس المنظار أو عدمه مع الجلد:
- منظار جلد غير مستقطب ملامس للجلد.
- منظار جلد مستقطب ملامس للجلد.
- منظار جلد مستقطب ملامس للجلد.

يسمح الضوء المستقطب بتصور هياكل البشرة العميقة، بينما يوفر الضوء غير المستقطب معلومات حول البشرة السطحية. في هذا السياق تسمح معظم الأجهزة الجلدية الحديثة لمستخدمها بالتبديل بين الوضعين، الشئ الذي يوفر معلومات إضافية تكميلية.

## الميزات
بظهور منظار الجلد توفرت لأخصائيي تنظير الجلد إمكانيات جديدة لكشف وتشخيص الآفات الجلدية بشكل أدق مقارنة بالفحص بالعين المجردة الذي كان في السابق. حيث أن منظار الجلد قد ساهم بشكل كبير في زيادة الدقة، لتبلغ حولي 20 في المائة في حالة الحساسية و 10 في المائة عندما يتعلق الأمر بالنوعية، مقارنة بفحص العين المجردة التقليدي. من خلال استخدام منظار الجلد، تزداد نوعية التشخيص، الشئ الذي يقلل من تكرار الاستئصال الجراحي غير الضروري للآفات الحميدة.

## التطبيقات
هناك العديد من التطبيقات العملية التي يمكن من خلالها استخدام منظار الجلد:
1. الكشف المبكر عن الأورام الميلانينية.
2. يستخدم منظار الجلد الرقمي بصفة خاصة لمراقبة الآفات الجلدية المشتبه في كونها حالة لسرطان الجلد. حيث يتم تخزين الصور المجمعة انطلاقا من منظار الجلد الرقمي والرجوع إليها في وقت لاحق لمقارنتها مع الصور التي يتم الحصول عليها خلال الزيارة القادمة للمريض. أي تغييرات مشبوهة في مثل هذه الآفة هي مؤشر لإجراء استئصال لها. في حين أن الآفات الجلدية التي تظهر دون تغيير مع مرور الوقت تعتبر كآفات حميدة.[7][8]
3. يساعد منظار الجلد أيضا في تشخيص الأورام الجلدية، مثل سرطان الخلايا القاعدية، [9] وسرطان الخلايا الحرشفية، [10] والأورام الاسطوانية، [11] والأورام الجلدية الليفية، والأورام الوعائية بالإضافة إلى التقرن المثني والعديد من أورام الجلد الشائعة الأخرى.[12]
4. المساعدات في تشخيص الجرب والقمل. حيث يسمح منظار الجلد في هذه الحالة بتضخيم هذه الكائنات المجهرية التي يصعب رؤيتها بالعين المجردة، الشيء الذي يسمح بالتشخيص السريع لوجودها أو عدمه.[13][14]
5. المساعدة في تشخيص الالتهابات الفطرية. للتمييز بين سعفة "النقطة السوداء"، أو سعفة الرأس (عدوى فروة الرأس الفطرية) وداء الثعلبة.[15]